# Hesperalbizia occidentalis
Hesperalbizia occidentalis är en ärtväxtart som först beskrevs av Townshend Stith Brandegee, och fick sitt nu gällande namn av Rupert Charles Barneby och James Walter Grimes. Hesperalbizia occidentalis ingår i släktet Hesperalbizia och familjen ärtväxter. Inga underarter finns listade i Catalogue of Life.